# I. e. 698
Évszázadok: i. e. 8. század – i. e. 7. század – i. e. 6. század
Évtizedek: i. e. 740-es évek – i. e. 730-as évek – i. e. 720-as évek – i. e. 710-es évek – i. e. 700-as évek – i. e. 690-es évek – i. e. 680-as évek – i. e. 670-es évek – i. e. 660-as évek – i. e. 650-es évek – i. e. 640-es évek
Évek: i. e. 703 – i. e. 702 – i. e. 701 – i. e. 700 –  i. e. 699 – i. e. 698 – i. e. 697 – i. e. 696 – i. e. 695 – i. e. 694 – i. e. 693